# Tuberoceratina
Tuberoceratina is een geslacht van uitgestorven kreeftachtigen uit de klasse van de Ostracoda (mosselkreeftjes).

## Soorten
- Tuberoceratina binodosa (Kozur, 1970) Okqzur, 1972 †
- Tuberoceratina fortenodosa (Urlichs, 1972) Kozur, 1973 †